# Drak a Vlk
Drak a Vlk (v anglickém originále The Dragon and the Wolf) je sedmý díl sedmé řady středověkého fantasy seriálu Hra o trůny. Jedná se o poslední epizodu celé série, ačkoliv předchozí řady měly dílů deset, a režie se ujal Jeremy Podeswa. Celkově trvá 80 minut a získala si dobré hodnocení od kritiků. Ve Spojených státech díl zhlédlo více než 12 milionů diváků.

## Děj

### V Králově přístavišti

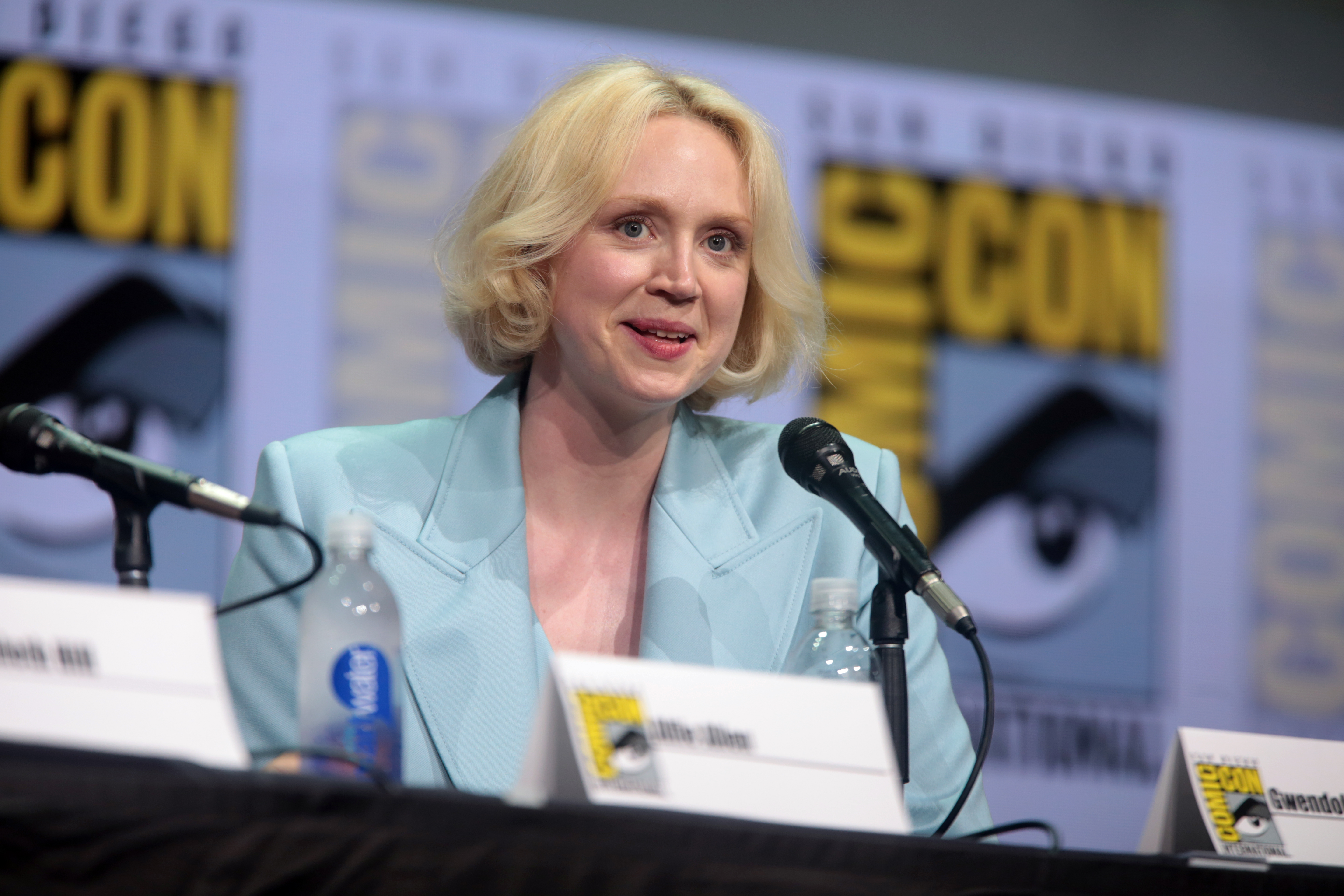
Britská herečka Gwendoline Christie, která v seriálu ztvární postavu Brienne z Tarthu

Bronn z Černovody (Jerome Flynn) doprovází Jona (Kit Harington), Tyriona (Peter Dinklage) a jejich družinu do ruin bývalé arény draků. Dorazí i Cersei (Lena Headeyová) s Jaimem (Nikolaj Coster-Waldau) a Euronem Greyjoyem (Pilou Asbæk). Tyrion se po dlouhé době setká i se svým bývalým panošem Podrickem (Daniel Portman), který na místo přijel s Brienne z Tarthu (Gwendoline Christie) a jenž Tyrionovi v minulosti zachránil život. Až poté přistane v aréně na hřbetě Drogona Daenerys Targaryen (Emilia Clarkeová) a ačkoliv má Cersei ohledně zpoždění podrážděné poznámky a Euron se vysmívá Tyrionově výšce, jednání probíhá v klidu. Královna Cersei zpočátku nevěří v existenci Nemrtvých a Bílých chodců, proto Ohař (Rory McCann) na místo přinese i bednu a po jejím otevření se ven dostane jeden z Nemrtvých, kterého Jon zajal na své výpravě za Zeď. Ihned se vrhá na Cersei, Ohař jej ale má na řetězu a včas jej tak zadrží. Jon nejdříve Nemrtvého probodne, aby ukázal, že je nelze jednoduše zabít, a nakonec ho spálí a probodne dračím sklem. Euron se Jona zeptá, zda Nemrtví umí plavat, a když král Severu odvětí že ne, odejde z jednání s tím, že bere své muže zpět na Železné ostrovy. Cersei přijme Daenerysinu nabídku míru pod podmínkou, že Jon zůstane neutrální, ten se ale přizná, že již zaslíbil svojí věrnost Daenerys. Královna odchází pryč a z dohody ustupuje, Tyrion se tedy rozhodne navštívit svoji sestru v jejích komnatách a vzápětí zjistí, že je těhotná. Oba se vrací zpět na setkání se zprávou, že Cersei poskytne své vojsko pro zničení armády Bílých chodců.

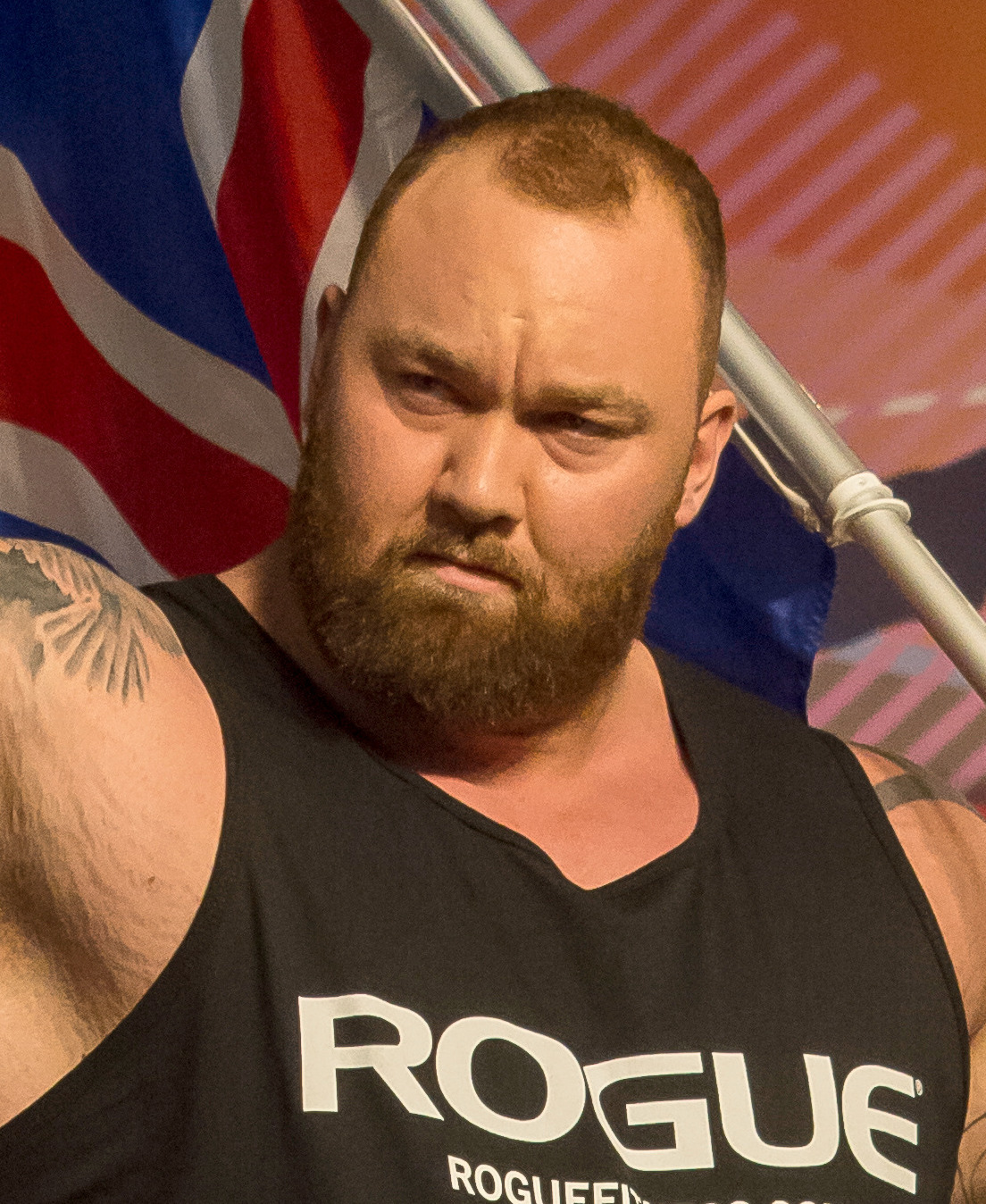
Hafþór Júlíus Björnsson v seriálu ztvární postavu Gregora „Hory“ Clegana

Jaime domlouvá s veliteli vojenských sil přesun na sever, když do diskuse vstoupí Cersei s tím, že Jaime je blázen, pokud skutečně uvěřil jejím slovům. Chystá se pokračovat v tažení proti Daenerys i přes slib vojenské pomoci. Jaime ji odmítá poslechnout a oponuje tím, že s Euronem Greyjoyem přišli i o loďstvo: ve skutečnosti se ale Cersei s králem Železných dopředu domluvila a svému bratrovi nic neřekla. Vyhrožuje Jaimemu smrtí a on nakonec ujíždí na koni pryč. V Králově přístavišti začne padat sníh.

### Na Dračím kameni
Daenerys se vrátila na Dračí kámen a chystá přesun na sever, aby se utkala s Nemrtvými. Jorah (Iain Glen) navrhne, že nejlepší způsob dopravy pro ni bude jízda na drakovi, což je bezpečnější, sama se ale nakonec rozhodne odjet na lodi s Jonem, aby tak ukázala, že s králem Severu jsou spojenci. Po jednáních Theon Greyjoy (Alfie Allen) najde Jona a omlouvá se mu za všechny chyby, které udělal. Když odchází z trůnního sálu, je rozhodnutý jet zachránit Yaru, kterou zajal jejich strýc Euron. Jeho posádka mu zpočátku nechce pomoct, naopak chtějí utéct na ostrovy, kde na ně Nemrtví nebudou moct útočit, a nakonec se pustí do křížku s vedoucím výpravy. Ten Theona surově napadne, ale nakonec je to Theon, kdo odchází ze souboje vítězně.

### Zimohrad
Sansa Stark (Sophie Turner) mluví s Petyrem Baelišem (Aidan Gillen) o své sestře Arye. Malíček se snaží Sansu zmanipulovat a postavit proti Arye a zdá se, že je úspěšný: lady Sansa se rozhodne svoji sestru předvolat. Soud se skutečně odehraje, a když se k němu Arya (Maisie Williamsová) dostaví, Sansa otočí a místo své sestry předvolá Petyra. Za vraždu tety Lysy Arryn a Eddarda Starka je Malíček odsouzen ke smrti. Ačkoliv se brání tím, že není žádný důkaz, který by ho mohl usvědčit, postačí tvrzení Brandona Starka – Tříoké vrány (Isaac Hempstead-Wright). Arya Malíčkovi podřízne hrdlo a nechá ho vykrvácet.
Na Zimohrad dorazí Samwell Tarly (John Bradley) a setká se s Branem. Ten mu poví, že musí co nejdříve mluvit s Jonem, aby mu řekl, že Ned Stark nebyl jeho otcem: jeho rodiči byli Lyanna Stark a Rhaegar Targaryen, což by znamenalo, že Jon by se vlastně neměl jmenovat Jon Sníh, ale Jon Písek, jelikož se narodil v Dorne. To vyvrátí Sam, když si vzpomene na to, že mu Fialka v Citadele četla o tom, že sňatek Rhaegara a Ellii Martel byl anulován a princ se tajně oženil s Lyannou, což znamená, že Jon je skutečný Targaryen a právoplatný král Sedmi království. V další scéně má Bran vizi tajné svatby Rhaegara (Wilf Scolding) a Lyanny (Aisling Franciosi), poté vidí i den narození Jona, kdy Lyanna podává dítě Nedovi (Robert Aramayo) a říká mu, že jeho jméno je Aegon Targaryen.

### Na Východní hlídce
Beric Dondarrion (Richard Dormer) a Tormund Obrozhouba mají hlídku na Zdi na Východní hlídce. Zpočátku se vše zdá klidné, vzápětí ale z lesa vyjíždí několik postav na koních a za nimi armáda Nemrtvých se dvěma nemrtvými obry (Ian Whyte, Neil Fingleton). Na nemrtvém Viserionovi ke Zdi přiletí Noční král (Vladimír Furdík) a drak ihned začíná Zeď ničit modrým ohněm.